# Lira sanmarinense
La lira sanmarinense (en italiano lira sammarinese, plural lire sammarinesi) fue la divisa oficial de San Marino desde 1865 hasta la introducción del euro en 2002. Su valor estaba ligado al de la lira italiana.
La lira sanmarinense tenía valor legal en San Marino junto con la lira italiana y la lira vaticana, además de ser de curso legal en toda Italia y en la Ciudad del Vaticano.
San Marino, aún no formando parte de la Unión Europea, gracias a los acuerdos financieros con Italia, pasó al euro en 2002. El país puede, por lo tanto, acuñar sus propias monedas de euro.